# Brezovica pri Črmošnjicah
Brézovica pri Črmošnjicah je naselje v Sloveniji v Občini Semič.

## Demografija
| Pregled števila prebivalstva po letih | Pregled števila prebivalstva po letih | Pregled števila prebivalstva po letih | Pregled števila prebivalstva po letih | Pregled števila prebivalstva po letih | Pregled števila prebivalstva po letih | Pregled števila prebivalstva po letih | Pregled števila prebivalstva po letih | Pregled števila prebivalstva po letih | Pregled števila prebivalstva po letih | Pregled števila prebivalstva po letih | Pregled števila prebivalstva po letih | Pregled števila prebivalstva po letih | Pregled števila prebivalstva po letih |
| ------------------------------------- | ------------------------------------- | ------------------------------------- | ------------------------------------- | ------------------------------------- | ------------------------------------- | ------------------------------------- | ------------------------------------- | ------------------------------------- | ------------------------------------- | ------------------------------------- | ------------------------------------- | ------------------------------------- | ------------------------------------- |
| 1869                                  | 1880                                  | 1890                                  | 1900                                  | 1910                                  | 1931                                  | 1948                                  | 1953                                  | 1961                                  | 1966                                  | 1971                                  | 1981                                  | 1991                                  | 2002                                  |
| 79                                    | 100                                   | 104                                   | 108                                   | 95                                    | 77                                    | /                                     | 12                                    | 10                                    | 12                                    | 21                                    | 17                                    | 9                                     | 6                                     |